# Christian Wilkins
Christian Wilkins (Springfield, Massachusetts, 20 de diciembre de 1995) es un jugador profesional estadounidense de fútbol americano que se desempeña en la posición de defensive tackle en Las Vegas Raiders, equipo de la National Football League (NFL).

## Carrera
Fue seleccionado en la primera ronda en la Reunión Anual de Selección de Jugadores de la NFL de 2019. Hizo su debut profesional con el equipo Miami Dolphins, donde jugó cinco temporadas, en 2024 pasó a Las Vegas Raiders.